# 紀伊小倉駅
紀伊小倉駅（きいおぐらえき）は、和歌山県和歌山市新庄にある、西日本旅客鉄道（JR西日本）和歌山線の駅である。

## 歴史
- 1938年（昭和13年）7月15日：和歌山線の船戸駅 - 布施屋駅間に新設開業[1]。
- 1987年（昭和62年）4月1日：国鉄分割民営化により、西日本旅客鉄道の駅となる[1]。
- 2020年（令和2年）3月14日：ICカード「ICOCA」が利用可能となる[2]。ICカード専用簡易改札機で対応。

## 駅構造
和歌山方面に向かって左側に配置された単式ホーム1面1線のみの地上駅（停留所）で、和歌山駅管理の無人駅である。ホームの上屋下に自動券売機がある。
2020年3月14日のダイヤ改正で当駅でもICOCA等の交通系ICカードが利用できるようになったが、設置されているのは、車内でタッチができなかった場合に利用できる出場用のICカード専用簡易改札機であり、入場の際には電車内でタッチする必要がある。

## 利用状況
近年の1日平均乗車人員は以下の通り。
| 年度   | 1日平均 乗車人員 |
| ------ | ---------------- |
| 1998年 | 1,070            |
| 1999年 | 1,073            |
| 2000年 | 1,058            |
| 2001年 | 1,017            |
| 2002年 | 916              |
| 2003年 | 918              |
| 2004年 | 891              |
| 2005年 | 844              |
| 2006年 | 800              |
| 2007年 | 814              |
| 2008年 | 780              |
| 2009年 | 750              |
| 2010年 | 722              |
| 2011年 | 702              |
| 2012年 | 697              |
| 2013年 | 749              |
| 2014年 | 710              |
| 2015年 | 728              |
| 2016年 | 738              |
| 2017年 | 689              |
| 2018年 | 670              |
| 2019年 | 614              |
| 2020年 | 513              |
| 2021年 | 512              |
| 2022年 | 512              |

高校生の利用が多いため、駅の規模の割りに利用客数が多く、朝夕は混雑する。1日あたりの平均乗車人員は快速停車駅の打田駅よりも多い。

## 駅周辺
周りは田畑が広がっている。
- 和歌山市役所小倉支所
- 和歌山県立和歌山高等学校
- 和歌山市立小倉小学校
- 和歌山県工業技術センター[6]
- 和歌山県立和歌山産業技術専門学院
- 小倉保育園
- 小倉郵便局
- JR貨物和歌山オフレールステーション

### タクシー路線
2018年（平成30年）秋、和歌山市によって下記の路線が実証運行された。
和歌山市デマンド型乗合タクシー 小倉地区
- 上三毛自治会館系統
  - 辻岡医院 / 上三毛自治会館
- 勝宝台系統
  - 辻岡医院 / 勝宝台
- 金谷自治会館系統
  - 金谷自治会館

## 隣の駅
西日本旅客鉄道（JR西日本）
 和歌山線
■快速
通過
■普通
船戸駅 - 紀伊小倉駅 - 布施屋駅